# Карабулак (Шалкарский район)
Карабулак (каз. Қарабұлақ) — упразднённое село в Шалкарском районе Актюбинской области Казахстана. Входило в состав Биршогырского сельского округа. Код КАТО — 156438500. Упразднено в 2019 г.

## Население
По данным 1999 года, в селе не было постоянного населения. По данным переписи 2009 года, в селе проживало 60 человек (27 мужчин и 33 женщины).